# Emeryk Hutten-Czapski
Emeryk Hutten-Czapski (tiếng Belarus: Эмерык Гутэн-Чапскі) (17 tháng 10 năm 1828 - 23 tháng 7 năm 1896) là một Bá tước người Ba Lan, đồng thời cũng là một học giả, nhà sưu tập cổ vật và sưu tập tiền.
Hutten-Czapski có tên khai sinh là Emeryk Zachariasz Mikołaj Hutten-Czapski. Ông sinh ra tại thị trấn Stańkava gần Minsk (từng là một phần Litva của Ba Lan được phân chia, sau đó thuộc Khu tự trị Minsk của Đế chế Nga, ngày nay là Belarus). Cha mẹ của ông là Bá tước Karol Hutten-Czapski (1777-1836)  và Fabianna Obuchowicz h. Jasieńczyk (1775-1836). Ông là cháu trai của Franciszek Stanisław Kostka Hutten-Czapski (1725-1802), Đốc quân cuối cùng của Chełmno trong thời Đệ nhất Cộng hòa, người được thừa kế một phần tài sản Radziwiłł ở Belarus (bao gồm cả Stańkava) và ở Volhynia.

## Sự nghiệp
Nhờ xuất thân quý tộc, Emeryk Czapski thành thạo một số ngôn ngữ bao gồm tiếng Ba Lan, tiếng Pháp, tiếng Đức và tiếng Nga, đồng thời ông cũng biết qua tiếng Hy Lạp và tiếng Latinh. Sau khi theo học ở St.Petersburg, Czapski gia nhập chính quyền Nga. Tại đây, ông đã đạt được các vị trí cao trong bộ máy hành chính: Quan Thị vệ của Hoàng gia, Cố vấn Mật của Chính phủ (1863 – 1864), Thống đốc vùng Great Novgorod, Tổng Chưởng lý của Cục Lâm nghiệp trong Bộ Tài sản của Nhà nước Nga, và cuối cùng là Phó Thống đốc của St.Petersburg vào năm 1865. Năm 1874, chính quyền Nga hoàng công nhận tước hiệu Bá tước của ông là "Hutten", vốn được trao cho tổ tiên ông (thuộc dòng họ Rzewuski) 100 năm trước đó.
Hutten-Czapski rời bỏ công việc trong chính phủ vào năm 1879 và đến sống tại điền trang của mình ở Stańkava. Trong những năm tiếp theo, ông đã thu thập được một bộ sưu tập đáng ngưỡng mộ bao gồm tiền xu, tiền giấy, huân huy chương, các bản khắc của Nga và Ba Lan, đồ thủy tinh, hàng dệt may, tranh sơn dầu, các bản in cũ, cùng các loại quân trang như áo giáp. Các món đồ ông có được được chủ yếu thông qua việc mua bộ sưu tập của các lãnh chúa khác như Zygmunt Czarnecki, Natalia Kicka, Leon Skórzewski, Kazimierz Stronczyński, Leon Zwoliński và Władysław Morsztyn. Năm 1885, Emeryk đã bán một phần rất quan trọng trong bộ sưu tập của mình, với khoảng 900 đồng xu Nga quý hiếm cho Đại công tước George Mikhailovich của Nga, một trong những nhà sưu tập tiền xu danh tiếng vào thời đó. Emeryk đã sử dụng số tiền thu được để mở rộng bộ sưu tập tiền xu Ba Lan của mình.

Gia huy Hutten-Czapski

## Đóng góp cho Bảo tàng Quốc gia Ba Lan
Vào năm 1894, Czapski đã chuyển đến thành phố hoàng gia Kraków thuộc Phân vùng Áo cùng với bộ sưu tập khổng lồ của mình. Nơi đây được coi như một trung tâm văn hóa và nghệ thuật, và do tiếng Ba Lan vẫn là ngôn ngữ của chính quyền địa phương, mà thành phố còn có tên gọi là "Athens Ba Lan". Sau khi ông qua đời vào năm 1896, vợ của ông đã hiến tặng bộ sưu tập cho thành phố vào năm 1903 cùng với cung điện mà ông mua vào năm 1894. Cung điện này sau đó trở thành Bảo tàng Emeryk Hutten-Czapski ở Kraków, hiện là một phần của Bảo tàng Quốc gia Kraków hiện nay.
Tác phẩm gồm 5 tập của ông về tiền xu Ba Lan đến giờ vẫn là nguồn tư liệu quan trọng cho việc sưu tầm tiền xu của quốc gia này. Vào năm 2016, trong khuôn viên của Bảo tàng Emeryk Hutten-Czapski, Bảo tàng Quốc gia đã dành một khu vực riêng cho cháu trai của Emeryk là họa sĩ Jozef Czapski.

## Cuộc sống cá nhân
Bá tước Emeryk Hutten – Czapski kết hôn với Elżbieta Karolina von Meyendorff (1833-1916) và có 4 người con: Zofia (1857-1911), Karol Hutten-Czapski – 1860-1904, chủ tịch Minsk), Jerzy (1861-1930) và Elżbieta (1867-1877). Sau khi qua đời, ông được chôn cất ở Kraków, tại Nghĩa trang Rakowicki lịch sử vào tháng 7 năm 1896. Một trong những người cháu của ông là họa sĩ Izabella Godlewska.